# Down (banda)
Down é um supergrupo de heavy metal formado em 1991. É composto por Phil Anselmo (ex-vocalista do Pantera e do Superjoint Ritual), Pepper Keenan (guitarrista e vocalista do Corrosion of Conformity), Bobby Landgraf, Pat Bruders (baixista do Crowbar), e Jimmy Bower (baterista do Crowbar e guitarrista do Superjoint Ritual e do Eyehategod). Todd Strange (Crowbar) tocou apenas no álbum NOLA (iniciais de New Orleans Louisiana, mas também um conhecido termo para a cena do metal de Louisiana).
Desde o seu início, Down entrou em hiato duas vezes e lançou cinco álbuns de estúdio. Os três primeiros foram LPs intitulados NOLA (1995), Down II: A Bustle in Your Hedgerow (2002) e Down III: Over the Under (2007). Em 2008, a banda começou a trabalhar em material adicional, o que resultou em dois EPs intitulados Down IV – Part I, lançado em setembro de 2012 e Down IV – Part II, lançado em maio de 2014.
O supergrupo já fez várias turnês pelo mundo, chegando inclusive a tocar no Ozzfest.

## Integrantes

### Formação atual
- Phil Anselmo – vocal (1991–presente)
- Jimmy Bower – bateria (1991–presente)
- Pepper Keenan – guitarra, vocais de apoio (1991–presente)
- Kirk Windstein – guitarra (1991–2013, 2020–presente)
- Patrick Bruders – baixo (2011–presente)

### Ex-integrantes
- Todd Strange - baixo (1991–1999)
- Rex Brown - baixo (1999–2011)
- Bobby Landgraf - guitarra (2013-2019)

### Linha do tempo

@ Hellfest 2013
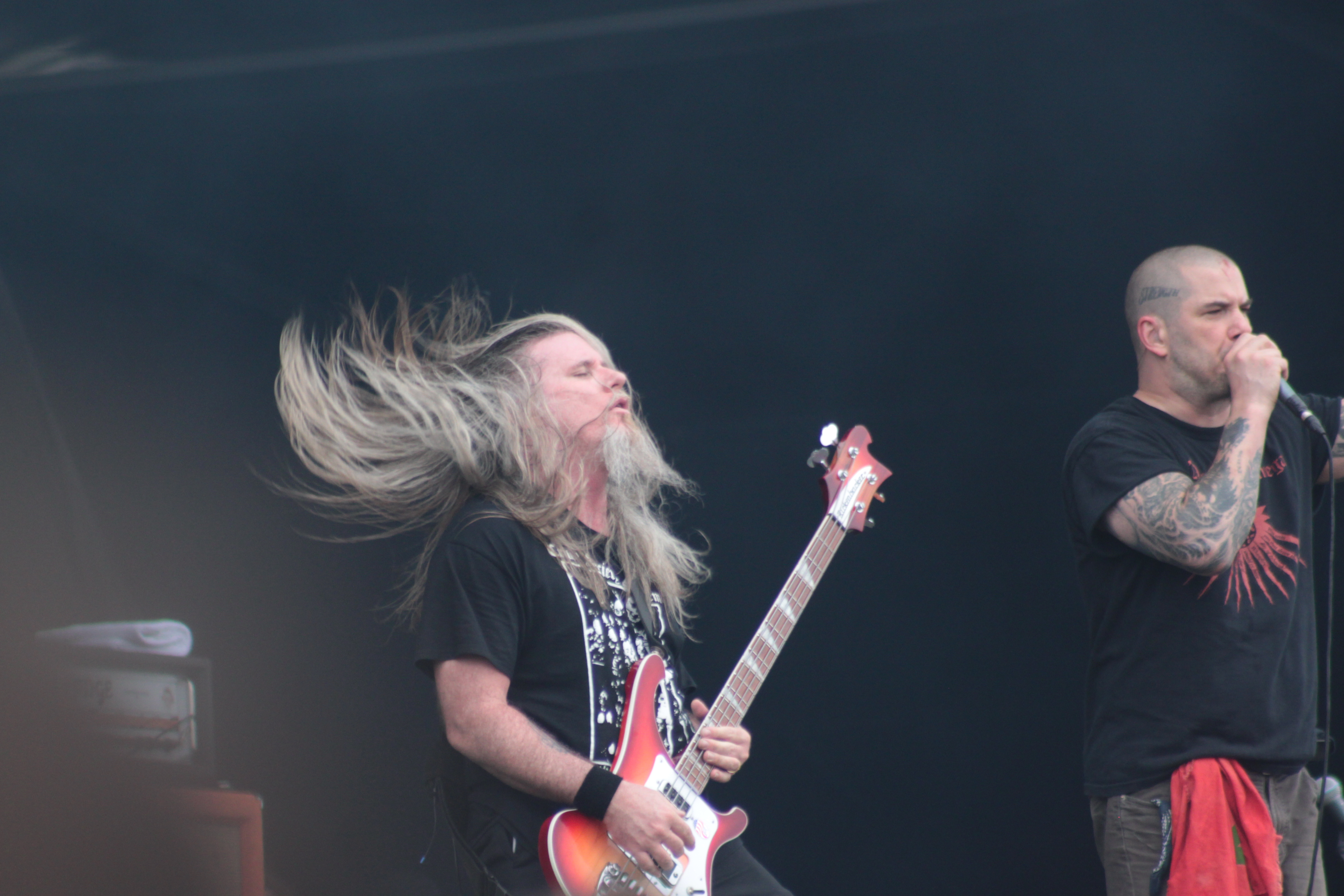
Patrick Bruders & Phil Anselmo
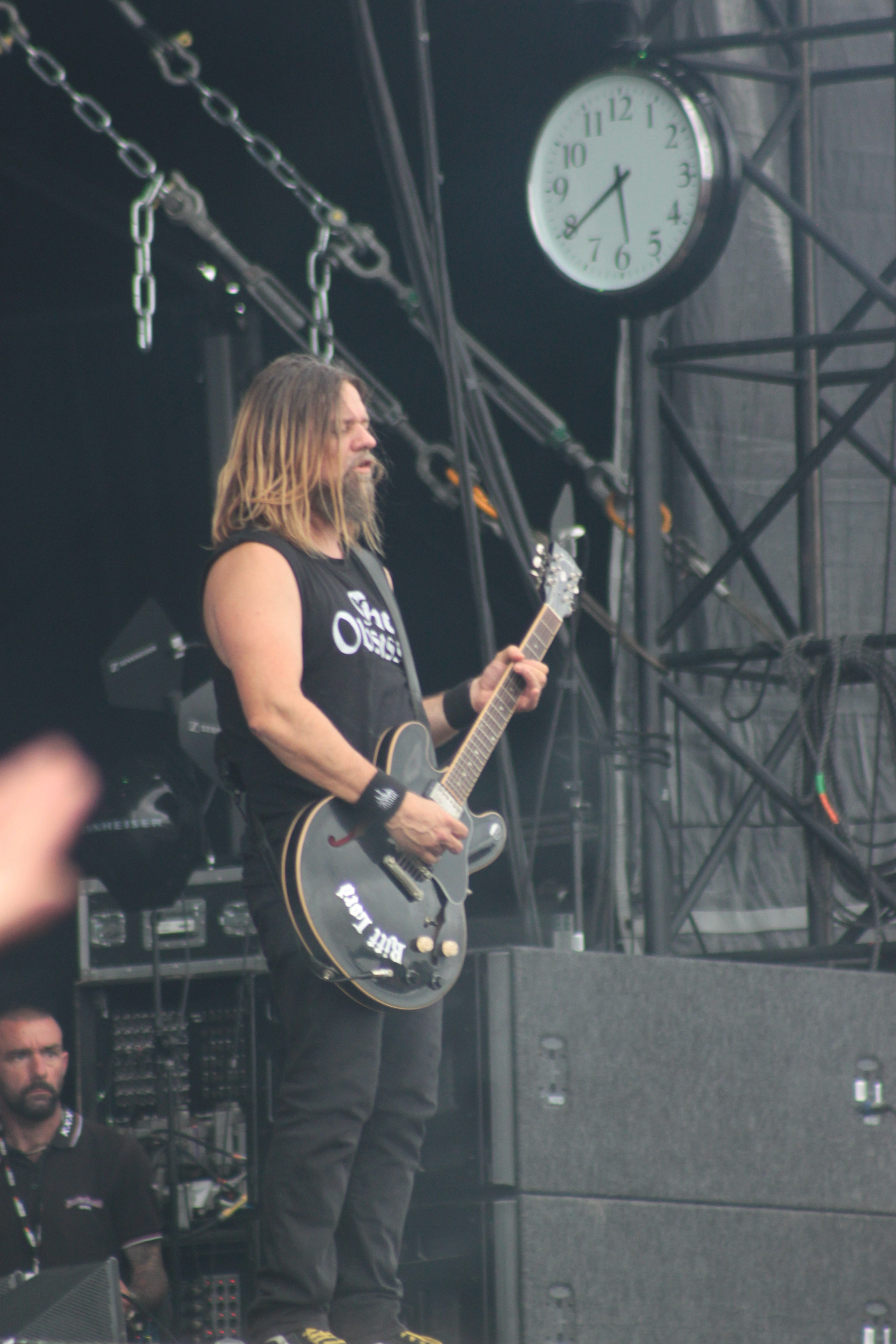
Pepper Keenan
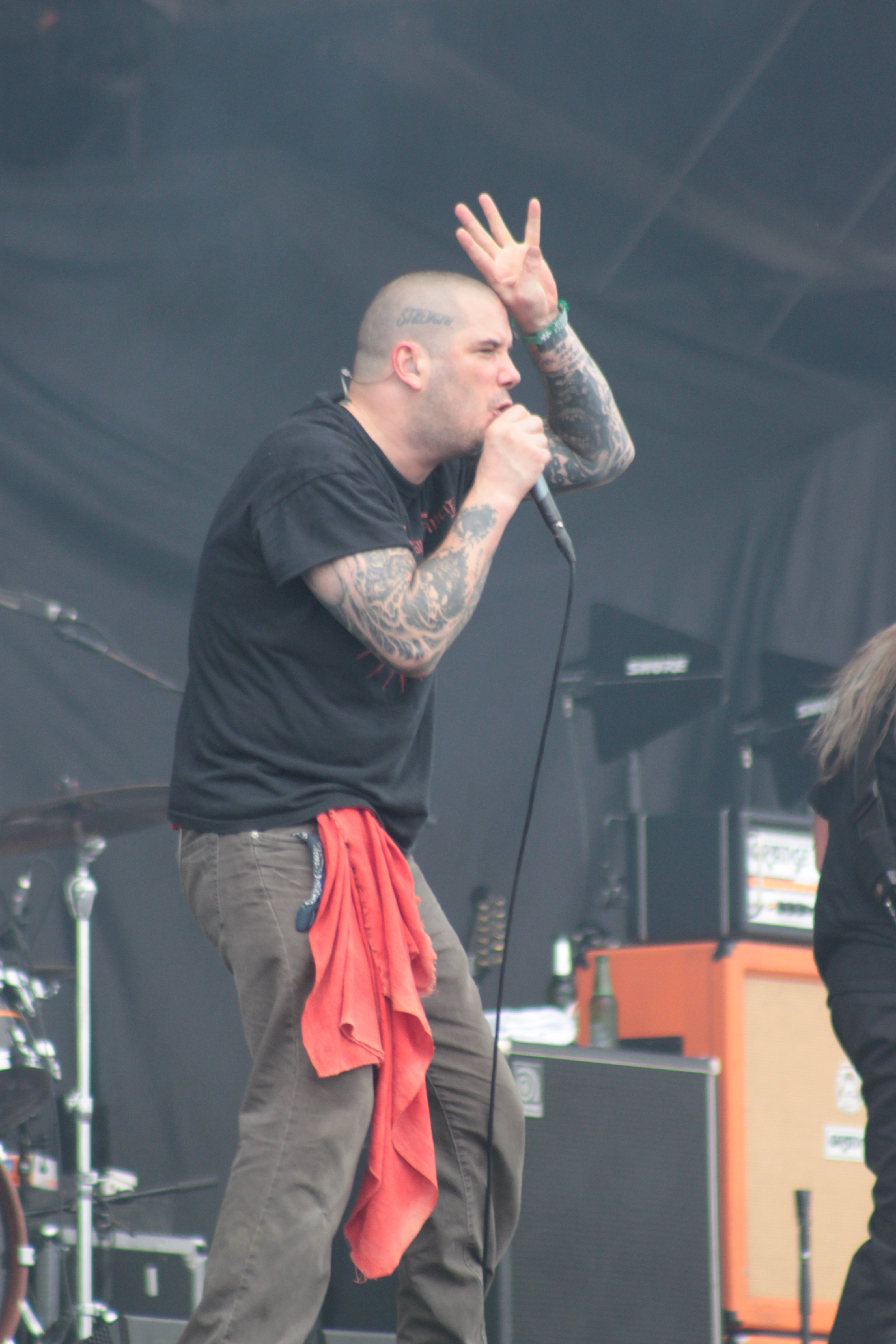
Phil Anselmo
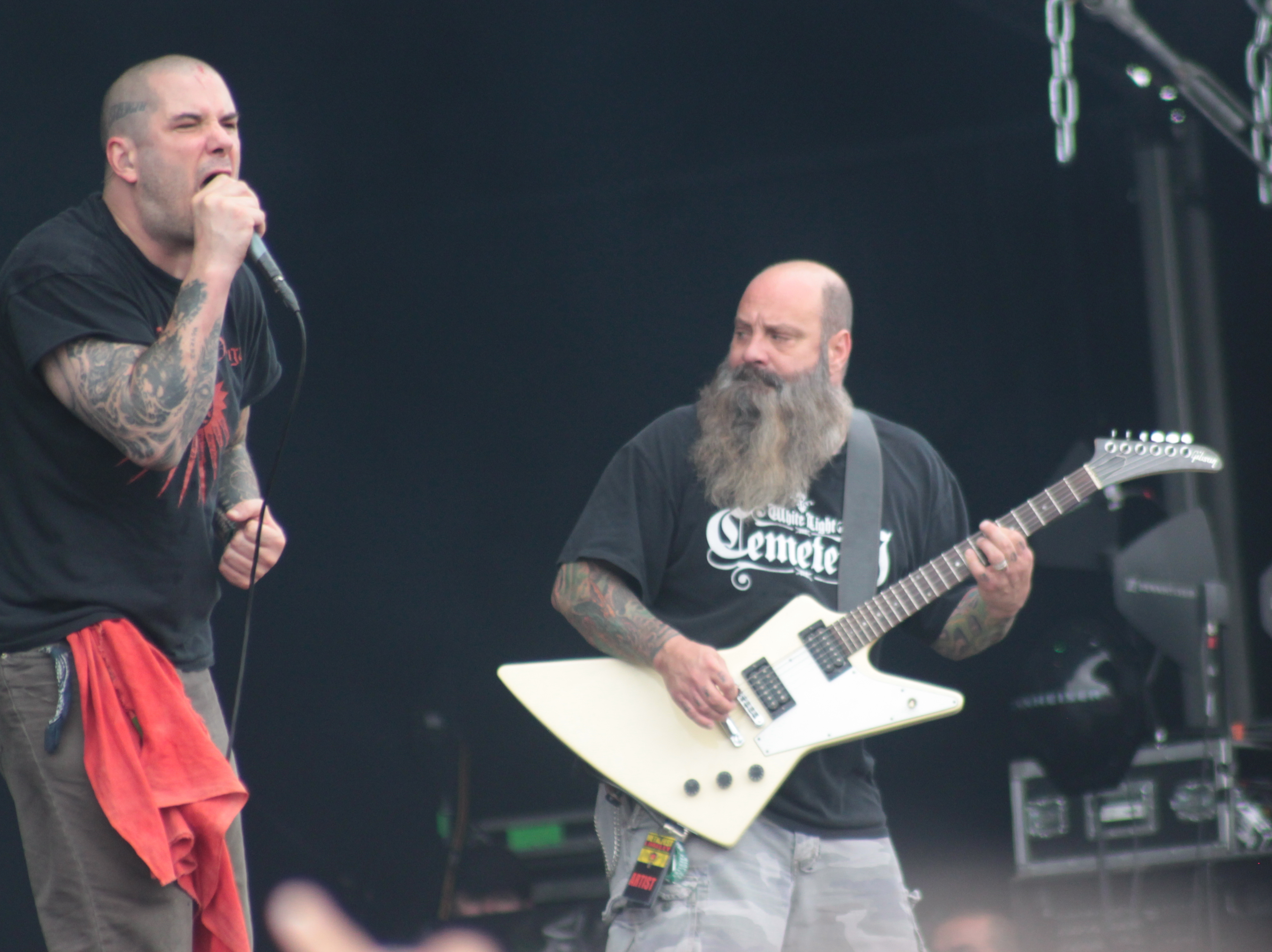
Phil Anselmo & Kirk Windstein

## Discografia

### Álbuns de estúdio
| Ano                                                        | Detalhes                                                             | Posições nas paradas musicais | Posições nas paradas musicais | Posições nas paradas musicais | Posições nas paradas musicais | Posições nas paradas musicais | Posições nas paradas musicais | Posições nas paradas musicais | Posições nas paradas musicais |
| Ano                                                        | Detalhes                                                             | US                            | AUS                           | FIN                           | FRA                           | GER                           | IRL                           | SWE                           | UK                            |
| ---------------------------------------------------------- | -------------------------------------------------------------------- | ----------------------------- | ----------------------------- | ----------------------------- | ----------------------------- | ----------------------------- | ----------------------------- | ----------------------------- | ----------------------------- |
| 1995                                                       | NOLA - Lançamento: 19 de setembro de 1995                            | 57                            | 75                            | —                             | —                             | —                             | —                             | —                             | 68                            |
| 2002                                                       | Down II: A Bustle in Your Hedgerow - Lançamento: 26 de março de 2002 | 44                            | 45                            | —                             | —                             | 67                            | —                             | —                             | 80                            |
| 2007                                                       | Down III: Over the Under - Lançamento: 24 de setembro de 2007        | 26                            | 60                            | 30                            | 114                           | 65                            | 42                            | 45                            | 46                            |
| "—" significa que o disco não entrou na parada em questão. |                                                                      |                               |                               |                               |                               |                               |                               |                               |                               |

### EPs
| Ano  | Detalhes                                           | Posições nas paradas | Posições nas paradas | Posições nas paradas | Posições nas paradas | Posições nas paradas | Posições nas paradas |
| Ano  | Detalhes                                           | US                   | FIN                  | FRA                  | GER                  | UK                   | AUS                  |
| ---- | -------------------------------------------------- | -------------------- | -------------------- | -------------------- | -------------------- | -------------------- | -------------------- |
| 2012 | Down IV - Part I - Lançado: 18 de setembro de 2012 | 35                   | —                    | 163                  | 86                   | 57                   | 58                   |
| 2014 | Down IV - Part II - Lançado: 13 de maio de 2014    | 23                   | 21                   | 81                   | 88                   | 50                   | 79                   |

### Álbuns ao vivo
| Ano  | Detalhes                                            | Posições nas paradas | Posições nas paradas |
| Ano  | Detalhes                                            | FRA                  | GER                  |
| ---- | --------------------------------------------------- | -------------------- | -------------------- |
| 2010 | Diary of a Mad Band - Lançado: 5 de outubro de 2010 | 147                  | 93                   |

### Singles
| Ano  | Album                              | Título                         | Video |
| ---- | ---------------------------------- | ------------------------------ | ----- |
| 1995 | NOLA                               | "Lifer"                        | Não   |
| 1995 | NOLA                               | "Stone the Crow"               | Sim   |
| 1995 | NOLA                               | "Temptations Wings"            | Sim   |
| 1996 | NOLA                               | "Bury Me in Smoke"             | Não   |
| 2002 | Down II: A Bustle in Your Hedgerow | "Beautifully Depressed"        | Não   |
| 2002 | Down II: A Bustle in Your Hedgerow | "Ghosts Along the Mississippi" | Sim   |
| 2007 | Down III: Over the Under           | "On March the Saints"          | Sim   |
| 2007 | Down III: Over the Under           | "n.o.d"                        | Sim   |
| 2008 | Down III: Over the Under           | "Mourn"                        |       |

### Demos
- 1992 - 3 Song Demo
- 1992 - Demo 1992
- 1992-1993 - Demo Collection 1992 - 1993